# ファースト・インプレッションズ・オブ・アース
『ファースト・インプレッションズ・オブ・アース』（First Impressions of Earth）は、2006年1月に発売されたアメリカのロックバンド、ザ・ストロークスのアルバムである。このアルバムからは"Juicebox"、"Heart in a Cage"、"You Only Live Once"がシングルカットされ、3つのPVが作られた。全英チャート初登場1位、全米ビルボード4位。

## 概要
音楽的には、地続きだった前2作とは違った趣となっている。ハード・ロックのフォーマットに依った曲もいくつかあり、一部ではメロトロンを使用していたりなど、幅広さと既存のロックへの揺り戻しの両面を見せる作品となった。
再度プロデューサーを変更して作られた作品で、音響的にも前2作とはややかけ離れた作風となっている。ほとんどのメディアからその革新性を絶賛された1st『イズ・ディス・イット』に比べ、右の項にもあるようにメディアの評価は賛否両論であるが、賛美を与えるメディアではとりわけ新たな音楽的挑戦を志向したことを評価する論旨が目立っている。

## 収録曲
特記なき楽曲はジュリアン・カサブランカス作。
1. "You Only Live Once" - 3:09
シングルカット。パーカッションを絡めたロックンロールナンバー。
2. "Juicebox" - 3:17
シングルカット。音価を上げたベースラインが目立つ、これまでにない作風のナンバー。
3. "Heart in a Cage" - 3:27
シングルカット。ルートと五度を何度も繰り返すギターリフが特徴。
4. "Razorblade" - 3:29
5. "On the Other Side" - 4:38
6. "Vision of Division" - 4:20
7. "Ask Me Anything" (ジュリアン・カサブランカス/ニック・ヴァレンシ) - 3:12
8. "Electricityscape" - 3:33
9. "Killing Lies" (ジュリアン・カサブランカス/ニコライ・フレイチュア) - 3:50
10. "Fear of Sleep" - 4:00
11. "15 Minutes" - 4:34
12. "Ize of the World" - 4:29
シングルカットではないが、ライブではよく披露される。
13. "Evening Sun" (ジュリアン・カサブランカス/ファブリツィオ・モレッティ) - 3:06
14. "Red Light" - 3:11